# Carme Torras
Carme Torras Genís (Barcelona, 4 de julio de 1956) es una matemática y escritora española especialista en inteligencia artificial y robótica, compagina la escritura literaria con la investigación científica.
Estudió matemáticas en la Universidad de Barcelona (UB), Ciencia de la Computación en Massachusetts en Amherst (UMASS) e Informática en la Universidad Politécnica de Cataluña (UPC).

## Trayectoria
Es licenciada en matemáticas, doctora experta en informática y profesora de investigación en el Instituto de Robótica (CSIC-UPC).
En el ámbito científico, ha publicado libros y artículos sobre modelos neuronales, visión por computador, inteligencia artificial y robótica. Ha sido galardonada con el Premio Divulga del Museo de la Ciencia de Barcelona, el Premio Rafael Campalans del Instituto de Estudios Catalanes, y la Medalla Narciso Monturiol de la Generalidad de Cataluña. Es miembro numeraria de la Academia Europea y miembro electa de la Real Academia de Ciencias y Artes de Barcelona.
En el ámbito literario, sus novelas Pedres de toc (Columna, 2003) y Miracles perversos (Pagés, 2011) merecieron los premios Primera Columna y Ferran Canyameres de intriga y misterio. Con La mutació sentimental (Pagès, 2008), traducida al castellano (Milenio, 2012), obtuvo el Premio Manuel de Pedrolo de ciencia ficción 2007 y el premio Ictineu 2009. Es miembro de la Asociación de Escritores en Lengua Catalana y de la Sociedad Catalana de Ciencia ficción y Fantasía (SCCFF).
Fue editora asociada y luego editora principal de IEEE Transactions on Robotics (2010-18) y actualmente forma parte de los consejos editoriales de 6 revistas y una serie de libros. Además, fue vicepresidenta asociada de Publicaciones de IEEE Robotics and Automation Society (RAS) en 2011 y 2012, y miembro electo del Comité Administrativo de RAS (2016-18). Miembro de la Comisión Científica de la RSME.
Y ha sido copresidenta de varias conferencias internacionales y ha formado parte de los comités de programa de las principales conferencias en sus áreas de especialización, como ICRA, RSS, IROS, ICAR, IJCAI, AAAI, ECAI, IJCNN, ICANN, ICML, ECML, ECAL y ECCV.

## Proyectos

### Proyectos españoles
2015-18:
"Robots para el manejo de ropa".
2015-17:
"Instruir a los robots utilizando habilidades comunicativas naturales".
2013-17:
"Manipulación robotizada de objetos deformables".
2011-15:
"Modelos cinemáticos y técnicas de aprendizaje para robots de estructura innovadora".
2010-12:
"Modelos perceptivos y técnicas de aprendizaje para robots de servicios".

### Proyectos internacionales
2018-2022:
"CLOTHILDE: Manipulación de la tela aprendiendo de la demostración" (CLOTHILDE).
2015-2018:
"IMAGINE: robots que comprenden sus acciones imaginando sus efectos" (IMAGINE).
2017-2020:
"Sistema robótico interactivo de asistencia para el apoyo al vestirse" (I-DRESS).
2011-2014:
"Observación y ejecución inteligente de acciones y manipulaciones" (IntellAct).
2010-2013:
"Jardinería con un sistema cognitivo" (GARNICS).

## Obra publicada

### Novela
- Pedres de toc, Columna Edicions; premio Primera Columna, 2003
- La mutació sentimental, Pagès Editors; premio Manuel de Pedrolo, 2007 i premi Ictineu, 2009
- Miracles perversos, Pagès Editors; premio Ferran Canyameres, 2011
- Enxarxats, Editorial Males Herbes; premi Ictineu, 2018

### Novela traducida al castellano
- La mutación sentimental, Editorial Milenio, 2012

### Relatos en volúmenes colectivos
- Zac i el rellotge de l'ànima, en la compilación Els fills del capità Verne, Pagés Editores, 2005
- La vita e-terna, revista Catarsis N.º 13, 2013.
- Una arítmia silenciada, en la compilación Elles també maten, Libros del Delicte, 2013
- El joc de jocs, en la compilación Científics lletraferits, revista Mètode, Publicaciones de la Universitat de València, 2014
- Poshumanas, Libros de la Ballena, 2018
- Retorneu-nos l'atzar, Narranación 9, 2023

## Premios literarios
- Columna - 2003 - Pedres de toc
- Manuel de Pedrolo de narrativa de ciencia ficción de Mataró - 2007 -  La mutació sentimental
- Ictineu de ciencia ficción a la mejor obra original en catalán publicada el año anterior - 2009 - La mutació sentimental
- Ferran Canyameres - 2011 - Miracles perversos

## Premios y reconocimientos
- Medalla Narciso Monturiol al Mérito Científico y Tecnológico, 2000
- Premio Rafael Campalans del Instituto de Estudios Catalanes, 1985
- Premio Julio Peláez a las Mujeres Pioneras de la Física, la Química y las Matemáticas, en 2019.[4]
- Premio Nacional de Investigación “Julio Rey Pastor”, en 2020.[5]
- En 2024 El Gobierno de La Generalitat de Cataluña le concedió la Creu de Sant Jordi.[6]

- El 13 de febrero del 2025 la Universitat Politècnica de València, UPV, en su proyecto Dones de Ciència dedicó a Carme Torras un mural realizado por la artista Irene Remón. Dicho mural está situado en el IES Benicalap de Valencia.[7]